# Mathias Helt
Mathias Helt (11. september 1989) er en dansk radio- og podcastvært.
Efter optagelse på DRs Talenthold, har han været vært på 24syv-radioprogrammerne Er du Sunshine?  og BikiniLinjen, DR-radioprogrammerne Absolut Mathias Helt og Et stykke med Bagedysten samt RADIO4-programmet Mathias Helts Talkshow.
Han medvirkede i 2024 i ottende sæson af TV 2s underholdningsprogram Stormester.
I december 2024 var Helt deltager i TV 2-programmet 24 stjerners julekalender med Melvin Kakooza som vært.